# コンミウス
コンミウス（ラテン語: Commius, Commios, Comius, Comnios, 生没年不詳）は、紀元前1世紀のベルガエ系ガリア人部族であるアトレバテス族の王であり、ガリア及びブリタンニアで王位に就いた人物である。ガリア戦争にて共和政ローマと当初は同盟を結び、後に激しく敵対した。

## 生涯

### カエサルの同盟者として
「ガリア戦記」によると、ガイウス・ユリウス・カエサル率いるローマ軍がサビス川の戦い（紀元前57年）でアトレバテス族を屈服させた時に、カエサルはコンミウスをアトレバテス族の新たな王に就けた。コンミウスがブリタンニアへ影響力を有するとカエサルは考えていたため、紀元前55年に行われたローマ軍による第一次ブリタンニア侵攻に先立って、ローマへ抵抗しないようにブリタンニア人を説得する使節としてコンミウスをブリタンニアへと送った。
しかし、コンミウスは到着するや否や捕縛された。ブリタンニア人はカエサル軍の上陸阻止に失敗した際に、コンミウスを交渉の材料としてローマ側へ引き渡した。ブリタンニア軍の攻撃に対峙するカエサルへの援軍として、コンミウスはアトレバテス族出身の騎兵隊を供与した。
カエサルによる2度目のブリタンニア侵攻では、コンミウスはブリタンニア軍の首領であったカッシウェラウヌスの降伏交渉を担当した。
コンミウスはカエサルによって重要な同盟者として遇され、紀元前54年にアンビオリクスらによるガリア人の抵抗を受けても、カエサルはアトレバテス族の独立維持を認め、税負担を免除した。また、コンミウスにモリニ族（en）を統治するよう指名した。
しかし、アウルス・ヒルティウスが記したガリア戦記の最終章によると、この同盟関係は続かなかった。紀元前53年の冬をカエサルはガリア・キサルピナで過ごしていたが、カエサルのレガトゥスであったガイウス・トレボニウスは、コンミウスが他のガリア部族と共にローマ人に対して、陰謀を企てると信じた。
トレボニウスは会見と装ってコンミウスを殺害するためにトリブヌスのガイウス・ウォルセヌス（en）を数人のケントゥリオと共に送り、ローマ軍に斬り付けられたコンミウスは頭部に重傷を負ったが辛くも逃れることが出来た。それ以来、コンミウスはローマ人とは再び協力関係を結ぶことを決して約束しなかった。

### カエサルの敵として
紀元前52年、アトレバテス族はウェルキンゲトリクスによって率いられた全ガリア人によるローマに対する一斉蜂起に参加し、コンミウスはアレシアに包囲されているウェルキンゲトリクスを救出する軍のリーダーの1人となった。しかし、ローマ軍に阻まれてアレシアの救出に失敗、ウェルキンゲトリクスはカエサルに降伏した（アレシアの戦い）。
ウェルキンゲトリクスが敗北した後、コンミウスはベッロウァキ族（en）による反乱に参加、ゲルマニア人の援軍として騎兵500人を連れて帰ったが、ベッロウァキ族の軍がローマ軍に敗退すると、コンミウスはゲルマニア人の勢力の元へ逃れていった
紀元前51年、コンミウスは手下の騎兵部隊を率いて、扇動とゲリラ戦を行うためアトレバテス族の本拠へ戻った。アトレバテス族の支配地に冬営中であったマルクス・アントニウスは、コンミウスと遺恨のあったウォルセヌスに対して騎兵部隊を率いてコンミウスを追討するよう命令した。ローマ軍とコンミウスの騎兵部隊は戦ってローマ軍が勝利を収めたが、ウォルセヌスはコンミウスによって大腿に槍傷を受けた。コンミウスは逃亡して、仲介者を通じて和平を申し込んだ。
コンミウスは人質を差し入れ、もはやカエサルへ抵抗せずに、指定された場所へ住むと約束した。ただし、ローマ人の前に出ることは無理であると主張した。アントニウスはこの和平提案を承諾した。
セクストゥス・ユリウス・フロンティヌスの『戦略論（ストラテゲマタ）』には、コンミウスがカエサル軍の追跡者から逃れてブリタンニアへ渡ったことを記している。

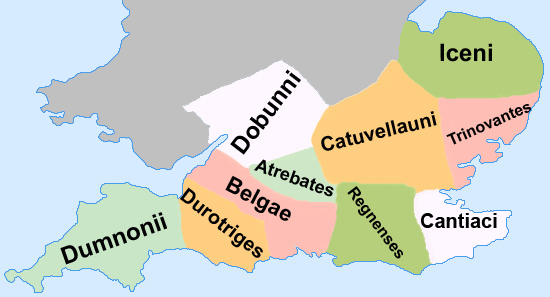
ブリタンニアの部族別の居住地

コンミウスがイギリス海峡へ到着したとき、順風であったが干潮であり、船は陸に乗り上げていた。コンミウスはとにかく帆を上げるように命令した。遠くから見ていたカエサルは船が出帆したと考えて、追跡するのを諦めた。これは、アントニウスとの間の休戦協定が破棄されて、カエサルとコンミウスの間で戦闘があったことを示す。
しかしながらジョン・クレイトン（John Creighton）は、コンミウスがアントニウスとの協定に従って、ローマ人と2度と出会うことのない場所であるブリタンニアへ渡ったとし、フロンティヌスの逸話は、フロンティヌスがブリタンニア総督を務めていた時期（75年-78年）に恐らくは歴史的に曖昧な逃走の状況を聞いたもの、と主張している。
クレイトンは、コンミウスがカエサルによって、ブリタンニアでの親ローマの王として送られたと主張し、コンミウスの裏切りはティトゥス・ラビエヌス（ローマ内戦で元老院派についてカエサルと交戦していた）によるものとして名誉を回復させている。
コンミウスの名前はガルマノス（Garmanos）またはカルシキオス（Carsicios）と共にガリア戦争後の日付が入った硬貨に記されている。これは、コンミウスが代理人を通じて、ガリアに対して何らかの影響力を維持していたことを示している。ガルマノスとカルシキオスは、コンミウスの息子であった可能性もあり、彼ら自身の硬貨に父（コンミウス）の名前を記したとも考えられる。

### ブリタンニアの王

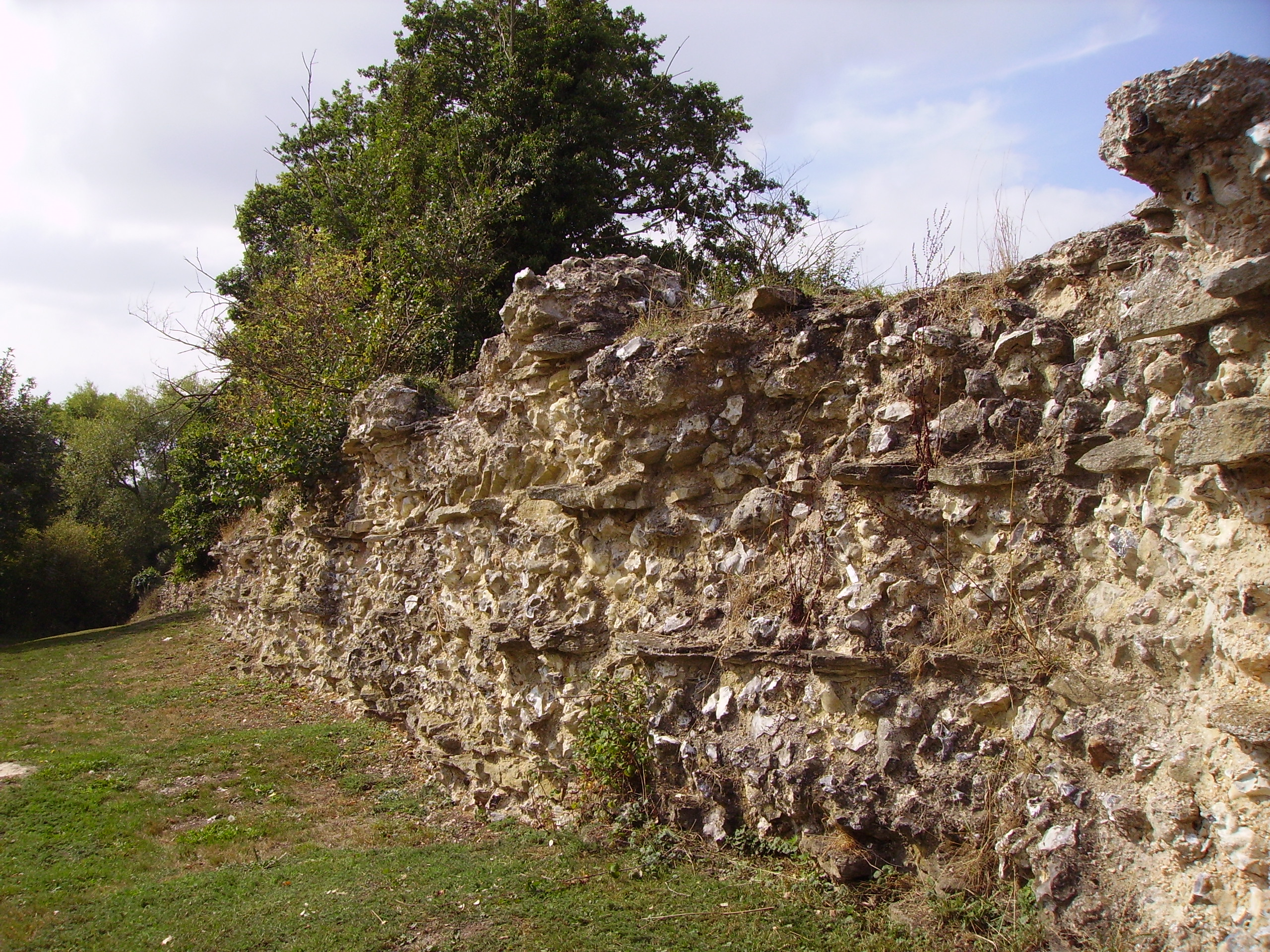
現在もカッレウァ・アトレバトゥム（現：シルケスター）に残る防壁

紀元前30年頃までに、ブリタンニアでアトレバテス族の王として王権を樹立し、カッレウァ・アトレバトゥム（en、現：シルケスター）にて硬貨を発行した。
コンミウスと彼の支持者はこの王国を発足させたが、紀元前55年にブリタンニアへ侵攻したカエサルがローマ騎兵を連れてこられなかった際に、コンミウスはアトレバテス族の騎兵部隊をローマ軍へ提供し、この時にブリタンニアでアトレバテス族は勢力を形成したと考えられる。
紀元前20年頃まで、コンミウスは名前入りの硬貨を発行し続け、最盛期は父と同じ名前の息子の体制であったかもしれないが、コンミウスがカエサルによって任命された時に若年であったなら、紀元前20年までコンミウス自身が統治していたであろう。
この時期の幾つかの硬貨には「COM COMMIOS」（コンミウスの息子のコンミウスの意味）と印字されており、2人のコンミウスという名の王が在位していた説を支持している。
ティンコマルス、エッピッルス（en）、ウェリカ（en）のアトレバテス族の3人の王は、コンミウスの息子であったことを彼らの硬貨に記している。
紀元前25年頃から、コンミウスはティンコマルスと共同で統治に当たったと表明した。コンミウス死後、ティンコマルスはカッレウァ・アトレバトゥムから北側し、エッピッルスはノウィオマグス・レギノルム（現：チチェスター）から南の部分をそれぞれ統治し、エッピッルスは7年頃に単独の統治者となった。ウェリカは15年頃にエッピッルスの後を継ぎ、皇帝クラウディウス率いるローマ軍がブリタンニアへ侵攻する43年まで統治した。
フランス人のノーベル賞作家であるアナトール・フランスは、コンミウスの視線に沿ってベルガエ人のローマ化を記した「Komm of the Atrebates」という作品を残した。

## 参考資料
- ガイウス・ユリウス・カエサル著、國原吉之助訳「ガリア戦記」講談社学術文庫